# Cabnia myronella
Cabnia myronella är en fjärilsart som beskrevs av Dyar 1904. Cabnia myronella ingår i släktet Cabnia och familjen mott. Inga underarter finns listade i Catalogue of Life.